# 颶風奧迪爾
颶風奧迪爾（英語：Hurricane Odile，美國國家颶風中心：15E）為2014年太平洋颶風季第十六個被命名的風暴。奧迪爾是有歷史記錄以來，登陸墨西哥最強的熱帶氣旋之一，中心最低气压為918百帕，是有记录以来中心气压第七低的太平洋飓风（与同年形成的飓风玛丽并列）。它是以这一标准进行排名时，唯一一个以萨菲尔-辛普森飓风等级标准判斷为四级飓风的風暴（其余所有列入排名的风暴都达到五级飓风标准）。

## 發展過程
| 最强烈的太平洋飓风                                  | 最强烈的太平洋飓风 | 最强烈的太平洋飓风 | 最强烈的太平洋飓风 | 最强烈的太平洋飓风 |
|                                                     | 飓风               | 年份               | 气压               | 气压               |
| 百帕                                                | 飓风               | 年份               | 英寸汞柱           |                    |
| --------------------------------------------------- | ------------------ | ------------------ | ------------------ | ------------------ |
| 1                                                   | 帕特里夏           | 2015               | 872                | 25.75              |
| 2                                                   | 琳達               | 1997               | 902                | 26.64              |
| 3                                                   | 里克               | 2009               | 906                | 26.76              |
| 4                                                   | 肯纳               | 2002               | 913                | 26.96              |
| 5                                                   | 艾娃               | 1973               | 915                | 27.02              |
| 5                                                   | 伊歐凱             | 2006               | 915                | 27.02              |
| 7                                                   | 瑪麗               | 2014               | 918                | 27.11              |
| 7                                                   | 奧迪爾             | 2014               | 918                | 27.11              |
| 9                                                   | 吉列尔莫           | 1997               | 919                | 27.14              |
| 10                                                  | 吉尔玛             | 1994               | 920                | 27.17              |
| 10                                                  | 瓦拉卡             | 2018               | 920                | 27.17              |
| 列表僅適用於在赤道以北及 國際日期變更線以東的太平洋 |                    |                    |                    |                    |

2014年9月8日，一個低壓區在墨西哥南部海面上生成。同日，美國海軍研究實驗室給予擾動編號94E。上午5時，美國國家颶風中心（NHC）對其未來兩天發展評級為「MEDIUM」並發展機率為30%，未來五天發展評級為「HIGH」並發展機率為70%。
9月9日上午11時，美國國家颶風中心對其未來兩天發展評級為「HIGH」並發展機率為60%，未來五天發展評級為「HIGH」並發展機率為90%。
9月10日上午2時，美國國家颶風中心將其升格為熱帶低氣壓，並給予編號15E。上午8時，美國國家颶風中心將其升格為熱帶風暴，並命名為奧迪爾（Odile）。
9月13日上午2時，美國國家颶風中心將其升格為一級颶風。
9月13日下午2時，美國國家颶風中心將其升格為二級颶風。晚上8時，美國國家颶風中心將其升格為三級颶風。
9月14日上午5時，美國國家颶風中心將其升格為四級颶風。下午2時，美國國家颶風中心將其降格為三級颶風。下午8時，美國國家颶風中心將其降格為二級颶風。
9月15日上午2時，美國國家颶風中心將其降格為一級颶風。上午8時，美國國家颶風中心將其降格為熱帶風暴。
9月17日上午2時，美國國家颶風中心將其降格為熱帶低氣壓，並發出最後的警報。

## 影響

颶風奧迪爾登陸下加利福尼亞半島的一刻

### 下加利福尼亞半島
颶風奧迪爾於9月14日登陸墨西哥下加利福尼亞半島，奧迪爾登陸時的風速高達時速205公里，強風吹倒大部分電線杆，造成24萬居民無電無水可用。奧迪爾亦引發出現連日暴雨，並可能發生危及生命的洪水和泥石流。墨西哥政府緊急調派軍機和客機前往當地疏散受困的3萬名外國遊客，至少15人在風暴期間死亡。

## 外部連結
- （英文）美國海軍實驗室 （页面存档备份，存于）
- （英文）美國國家颶風中心 （页面存档备份，存于）
- （英文）美國中太平洋颶風中心 （页面存档备份，存于）